# Gmina Gilowice
Die Gmina Gilowice ist eine Landgemeinde im Powiat Żywiecki der Woiwodschaft Schlesien in Polen. Ihr Sitz ist das gleichnamige Dorf (deutsch Gilowitz) mit etwa 4250 Einwohnern.

## Geographie
Die Gemeinde liegt im Süden der Woiwodschaft und grenzt im Westen an die Kreisstadt Żywiec (deutsch Saybusch). Die weiteren Nachbargemeinden sind Łękawica, Ślemień und Świnna.
Das Gemeindegebiet hat eine Fläche von 28,2 km², davon werden 68 Prozent land- und 23 Prozent forstwirtschaftlich genutzt. Es liegt zwischen den Kleinen Beskiden (Beskid Mały) im Norden und dem Czeretniki-Kamm der Makower Beskiden (Beskid Makowski) im Süden. Zu den Fließgewässern gehört die Łękawka.

## Geschichte
Die Landgemeinde wurde 1973 aus Gromadas wieder gebildet. Sie gehörte zur Woiwodschaft Krakau und kam 1975 zur Woiwodschaft Bielsko-Biała, der Powiat wurde aufgelöst. Ein Jahr später wurde sie mit zwei Nachbargemeinden zur Gmina Gilowice-Ślemień mit Sitz in Gilowice zusammengelegt und 1991 wieder herausgelöst. Zum 1. Januar 1999 kam die Gemeinde zur Woiwodschaft Schlesien und wieder zum Powiat Żywiecki.
Die seit 1934 bestehende Landgemeinde Gilowice (Amtsbezirk in der deutschen Besatzungszeit) wurde 1954 in Gromadas aufgelöst.

## Gliederung
Die Landgemeinde Gilowice besteht aus zwei Dörfern mit einem Schulzenamt (sołectwo): 
- Gilowice
- Rychwałd